# Голова коня від колісниці Селени
Голова коня від колісниці Селени — випадково збережена скульптура, що створена для декорування східного фронтону храму Парфенон і виконана у майстерні Фідія.

## Анімалістична скульптура у Стародавній Греції

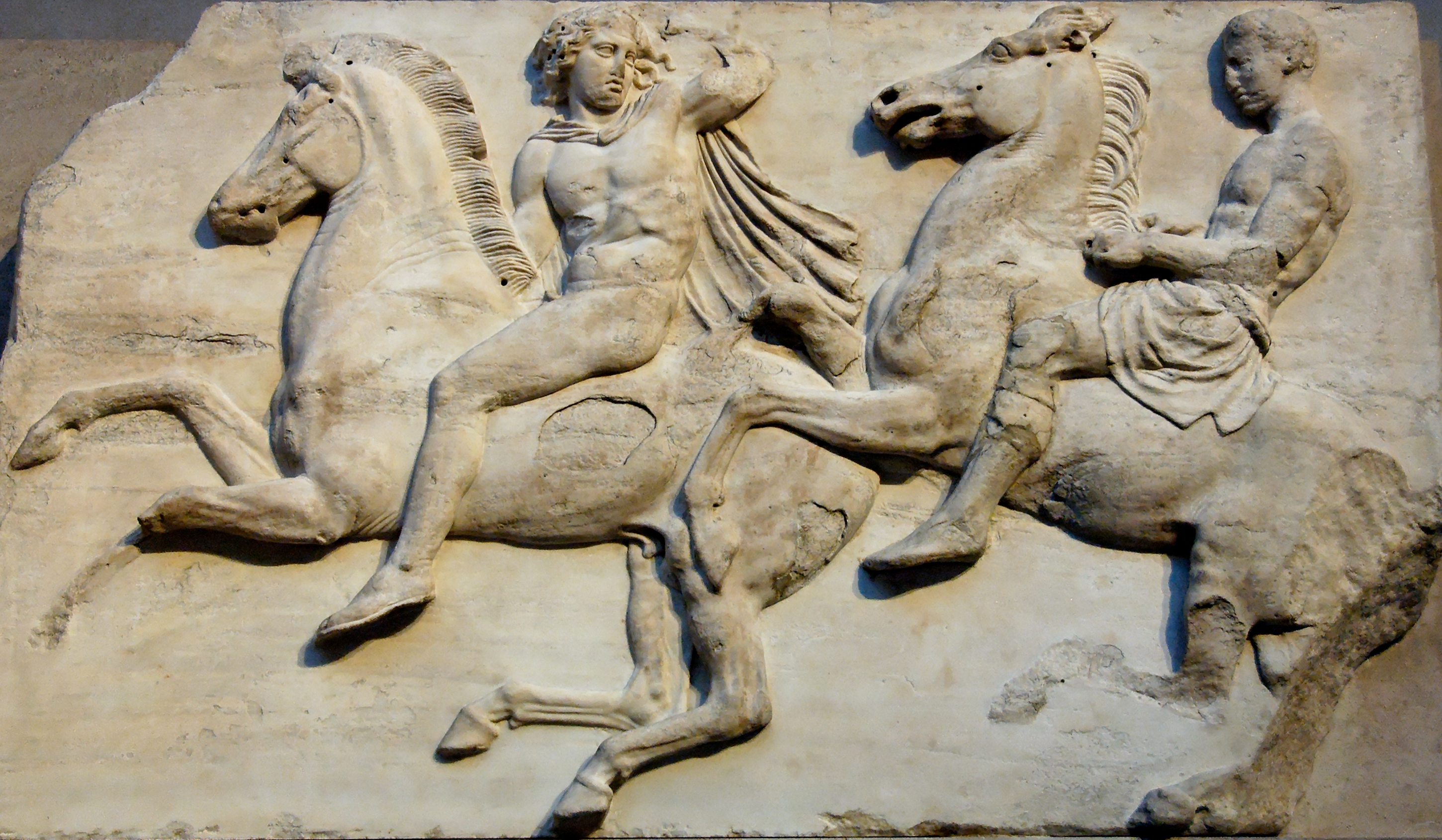
Вершники. Рельєф західного фризу з Парфенона.

Особлива галузь давньогрецької пластики — анімалістична скульптура. Тварини, як відомо, першими увійшли в мистецтво, про що свідчать залишки малюнків в печерах. Не було винятком і грецьке мистецтво. Реалістичні тенденції грецького мистецтва розповсюдились не тільки на зображення людей, а і на зображення тварин. Одні тварини стануть атрибутами богів (орел Зевса, сова Афіни), другі — не піднімуться далі побутових зображень. Уславлений скульптор Мирон свого часу створив фігуру годувальниці-корови, життєвим відтворенням якої здивував сучасників. Другом людини подані численні зображення кіз, кроликів, собак.
Повагою до тварини позначені і численні зображення коней. Кінь увійде в давньогрецьке мистецтво як складова частина бронзових монументів, уславлених рельєфів храму Парфенон, декількох надгробків.

## Голова коня від колісниці Селени, опис

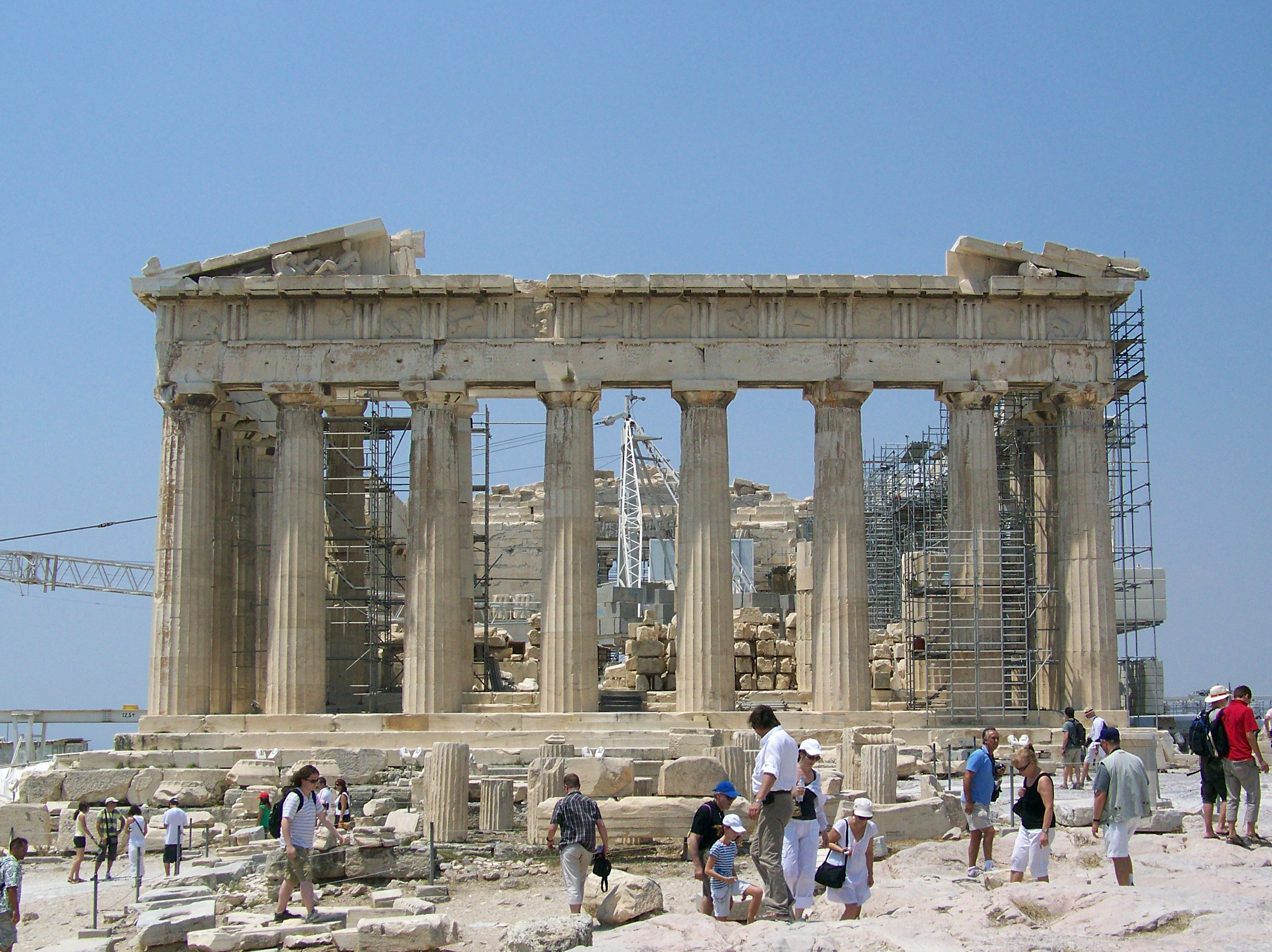
Східний фасад Парфенона, часткова реставрація, фото 2008 р.

За задумом Фідія східний фронтон храму Парфенон мала прикрасити сцена з народженням Афіни, покровительки столиці Аттики. Але порожніми були кути фронтону, де неможливо було розташувати фігури у повний зріст. Роздуми, чим саме заповнити малі простори у кутах фронтону привели до задуму створити там персоніфікації ранку та ночі. Ранкове сонце уособлював Феб-Аполлон, Ніч — богиня Селена. Обидва божества мали колісниці, а їх чергування уособлювало зміни дня і ночі. Колісниці богів наче виринали чи то з води, чи то з обрію. Лише голови коней від колісниць богів, що ніби виринали з обрію, і подав скульптор у невигідних і малих кутах східного фронтону.
Від первісного комплекту скульптур до початку 19 ст. збереглася голова коня від колісниці богині ночі Селени. Пошкоджена, втратила вуха і частково первісну зашліфовку та ганозіс, голова коня виконана з надзвичайною майстерністю. Кінь наче нетерпляче тремтить, нервово дихає і круте головою перед зникненням у нічній темряві.

## Провенанс
Відомо, що лорд Елгін придбав пошкоджені скульптури із занедбаного на той час античного храму Парфенон на законних підставах «як приватна особа». Вивіз уламків античних скульптур з небезпечного краю Оттоманської держави у захищене місце був актом і грабіжницьким, і рятівним для античних пам'яток. Таким же рятівним був і вивіз горельєфів Пергамського вівтаря з античного Пергама у Берлін, бо місцеві мешканці Туреччини розбивали античні мармури на шматки для випалення вапна...
1815 року колекція скульптур була придбана для Британського музею, де зберігається донині.